# Codi ATC A08
El  codi ATC A08, descrit com Preparats contra l'obesitat, excl. productes dietètics, és una subgrup terapèutic de l'Anatomical, Therapeutic, Chemical Classification System (ATC). La classificació ATC és un sistema de codis alfanumèric desenvolupat per l'Organització Mundial de la Salut (OMS) per als fàrmacs i altres productes sanitaris. El subgrup A08 és part del grup anatòmic A Sistema digestiu i metabolisme.

Els codis per a ús veterinari (codis ATCvet) poden han estat creats afegint la lletra Q davant dels codis ATC humans: QA08... 
Les adaptacions estatals de la classificació ATC poden incloure codis addicionals no presents en aquesta llista, que segueix la versió de l'OMS.

## A08A Preparats contra l'obesitat, exclosos els productes dietètics
A08A A Productes contra l'obesitat d'acció central
A08AA01 Fentermina
A08AA02 Fenfluramina
A08AA03 Amfepramona
A08AA04 Dexfenfluramina
A08AA05 Mazindol
A08AA06 Etilamfetamina
A08AA07 Catina
A08AA08 Clobenzorex
A08AA09 Mefenorex
A08AA10 Sibutramina
A08AA11 Lorcaserina
A08AA12 Setmelanotida
A08AA51 Fentermina i topiramat
A08AA56 Efedrina, combinacions
A08AA62 Bupropió i naltrexona
A08A B Productes contra l'obesitat d'acció perifèrica